# Sultantepe
Sultantepe es un yacimiento arqueológico ubicado en Mesopotamia, a 16 km al sur de la antigua Edesa mesopotámica en la Provincia de Sanliurfa, Turquía. Corresponde a una ciudad amurallada que floreció durante el periodo asirio tardío en el siglo VII a. C. Es probable que corresponda a la ciudad de Huzirina. Se encontraba estrechamente relacionada con la vecina Harrán, de tal manera que cuando esta fue destruida por los babilonios y escitas en el 610 a. C., la ciudad corrió la misma suerte.

## Historia
Las excavaciones revelaron una ciudad asiria, con evidencia de haber sido habitada en el siglo VIII al VII a. C. y fue reconstruida después del ca. 648 a. C. En este yacimiento se encontraron tablillas cuneiformes, que incluyen versiones de la Epopeya de Gilgamesh, el Enuma Elish, la historia del pobre hombre de Nippur y tablillas de entrenamiento con ejercicios de composiciones literarias llenas de errores ortográficos. La biblioteca completa fue encontrada fuera de una casa de familia sacerdotal. Contiene de 600 tabletas de arcilla sin cocer. Los contratos encontrados en el sitio registran constantemente nombres arameos. Los escritos terminan repentinamente simultáneamente con la caída del cercano Harrán en 610 a. C., dos años después de la caída de Nínive. Las tabletas de Huzirina son resguardadas en la biblioteca asiria en el Museo Arqueológico de Ankara. El yacimiento permaneció desocupado durante los períodos neobabilónico y aqueménida, para ser re-ocupado por en época helenística y romana. El pueblo de Sultantepe Köyü se encuentra en la falda del montículo formando un arco que rodea el borde norte y el este. 

## Arqueología
El yacimiento es un montículo empinado de más de 50 metros de altura, con una extensión de 100 x 50 metros con la parte superior plana.
Una breve campaña preliminar en Sultantepe en mayo-junio de 1951 fue seguida por una serie de sondeos realizados en 1952 por Seton Lloyd del Instituto Británico o Arqueología en Ankara con Nuri Gökçe, del Museo Arqueológico de Ankara. El trabajo en el sitio fue impedido por la capa de siete metros de escombros helenísticos y romanos que cubren el resto del yacimiento.
Durante las investigaciones se descubrió que el sustrato asirio estaba dañado debido a que se cavaron pozos circulares para almacenar granos en tiempos clásicos. 
Las primeras excavaciones revelaron tres bases de columnas hechas de basalto. Al compararlas con otros edificios en otras ciudades se cree que debieron ser cuatro las bases, así como cuatro las columnas de hasta un metro de diámetro y gran altitud, formando parte de un pórtico monumental.
En un primer momento, no se sabía si el edificio principal era un palacio real o un templo. La funcionalidad del edificio quedó aclarada cuando se encontró una estela del dios Sin. Esta estaba partida a la mitad y en su relieve estaba tallada la luna creciente con sus cuernos hacia arriba.
En el área F se encontraron varias tablillas, muchas sin cocer, por lo cual se piensa que fue una escuela escribas y no una biblioteca.
La evidencia arqueológica nos permite suponer que el abandono de Sultantepe fue violento. Luego del abandono, los únicos rastros de ocupación en el montículo fueron varios entierros, uno de ellos, escita. Esto nos permite suponer que corrió parecida suerte que Harrán, invadida en el 610 a. C. por escitas y babilonios, dos años después de la caída de Nínive.
La ciudad se mantuvo abandonada hasta tiempos helenísticos, cuando hay evidencia que construyeron casas privadas modestas y  se cavaron pozos circulares para almacenar granos, lo cual dañó el sustrato asirio y en tiempos romanos se encontró evidencia de que hubo un asentamiento militar en el montículo. Se sabe que en tiempos romanos en la falda del montículo se erigía una ciudad con ciertos lujos (Hay restos de un baño romano en la ciudad).

## Tablillas
Se encontraron cerca a 572 tablillas. Estas estaban en su mayoría sin cocer, siendo solo una la tablilla cocida. Esta enorme proporción de tablillas sin cocer nos sugiere que no estamos frente a una biblioteca real, sino frente a una escuela de escribas. Esta suposición es reforzada por el hecho que se encontraron muchos errores ortográficos en las tablillas. Se publicaron las tablillas descubiertas en el Anatolian Studies (British Institute at Ankara) esde 1953 en adelante. Algunos de sus textos más destacados son: 
- Una serie de tablillas registran los funcionarios epónimos, llamados limmu, cuyos nombres eran usados por los asirios para fechar sus años, por lo que permiten fecharla en la cronología asiria estándar usando el «Canon epónimo». Gracias a esto podemos fechar a dos tabletas de contrato encontradas fecharlas en los años 674 y 684 a. C.[9]
- Cuarenta líneas de la épica creacionista, Enuma Elish, que faltaban en los textos recuperados en la Asiria
- Una larga sección de la epopeya de Gilgamesh copiada por un novato. Puede que haya sido dictada, por lo que está llena de errores.
- Tableta fragmentaria desgastada y doblada del sueño febril de Enkidu.[10]
- Secciones de la composición llamada El Job babilónico, también conocida por su incipit Ludlul bēl nēmeqi, con fuertes paralelos en el Libro de Job. La biblioteca de Huzirina proporcionó, por primera vez, el texto de la Tabla I, narrando las tribulaciones del Job babilónico a manos de los hombres,[11]
- El texto narû (completo en 175 líneas), redactado como si fuera una transcripción de una estela real grabada, presentando al rey por sus títulos, seguido de una narración en primera persona de su reinado, concluyendo con imprecaciones contra la desfiguración de la inscripción y bendiciones para preservarlo; en este caso el texto narû es la «Leyenda de Naram-Sin», asociada al nombre del famoso rey acadio
- Los textos fragmentarios nos permiten revisar la interpretación de textos fragmentarios conocidos desde hace mucho tiempo de la biblioteca de Assurbanipal en  Nínive y la biblioteca Hitita en Hattusa.[12] Entre estos fragmentos incluye el texto anteriormente conocido como «La Leyenda del Rey de Cuthah».[13]
- El texto humorístico acadio llamado El pobre hombre de Nippur (completo en 160 líneas), una historia que se originó sin duda en Nippur y a mediados del segundo milenio antes de Cristo.[14]

Otros textos de importancia incluyen rituales, encantamientos, lecturas de presagios, contratos y listas de vocabulario. 